# ヒューデ
ヒューデ (ドイツ語: Hüde) は、ドイツ連邦共和国ニーダーザクセン州ディープホルツ郡のザムトゲマインデ・アルテス・アムト・レムフェルデに属す町村（以下、本項では便宜上「町」と記述する）である。

## 地理

### 位置
ヒューデは、州認定のハイキング地である。オスナブリュックとブレーメンとの間、デュンマー自然公園内にあり、デュンマー湖に直接面している。この町は、レムフェルデに行政機関を置くザムトゲマインデ・アルテス・アムト・レムフェルデに属している。町内には、デュンマー、ホーエ・ジーベンおよびオクゼンモーア自然保護区とエーファースホルスト自然保護区がある。

### 自治体の構成
ヒューデには、ザントブリンク集落および古いマリエン教会を有するブルラーゲ集落が属している。ヒューデ地区自体には教会がないため、ブルラーゲの教会区に含まれる。

## 歴史
ヒューデ地区とザントブリンク地区との間に、中世の裁判・集会所 "comitium Wischfrisonum" があった。この裁判・集会はレムブルーフ、ヒューデ、マールを管轄した。この3つの村が集まる集会は、1318年にブラウンシュヴァイク公オットーがルドルフ4世・フォン・ディープホルツに対して権利を授けたもので、したがってヒューデはディープホルツ家の統治下にあった。これがヒューデに関する最初の文献記録であると考えられる。

## 行政

### 議会
ヒューデの町議会は10人の議員で構成される。

### 首長
名誉職の町長ハイナー・リヒマン (SPD) は2001年9月9日に初選出された。ゲマインデディレクター（町政の実務責任者）はザムトゲマインデ長がこれにあたる。
過去の町長:
- 1958年まで: ルートヴィヒ・ゲーフェ (CDU)
- 1985年 - 2001年: ヴォルフガング・ルスティヒ
- 2001年から: ハイナー・リヒマン (WGH)

## 文化と見所

### 建築
ヒューデの建造物文化財リストには18件が登録されている。

### 年中行事
年ごとにレムブルーフと交互に（ヒューデは奇数年）8月最終週末に「デア・デュンマー・ブレント」（直訳: デュンマーを燃やす）が開催される。このイベントのハイライトは、湖上に設けられたプラットフォームから打ち上げられる約15分から20分間続く花火である。

## 経済と社会資本

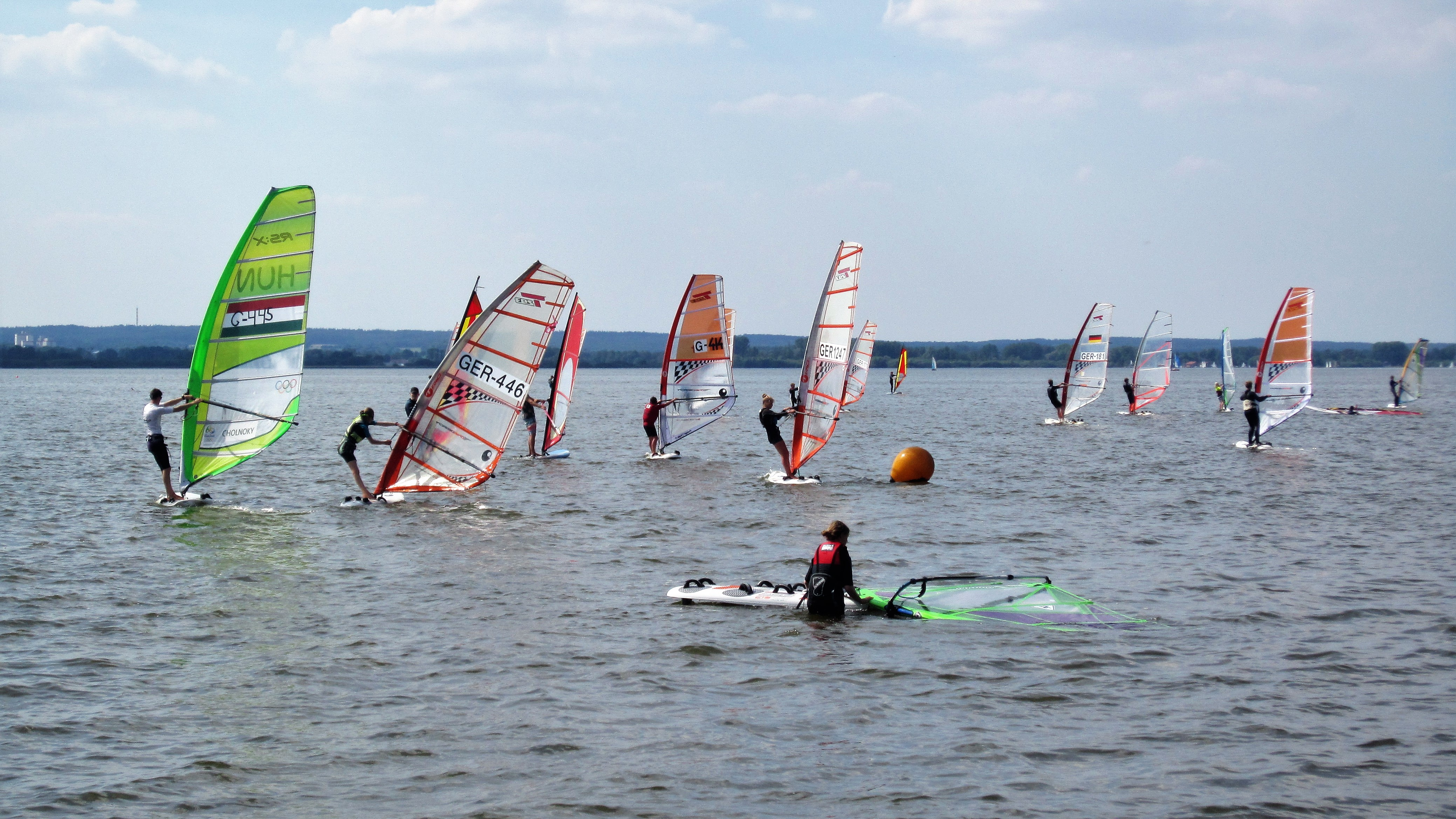
ヒューデのデュンマー湖でウィンドサーフィンを楽しむ人々

### 観光業
デュンマー湖およびその周辺のレジャーはヒューデの最も重要な産業分野である。セーリングスポーツの利益と自然保護上のメリットを両立させた穏やかな観光業実現のために、2005年から2007年までヒューデのボート港の改修が行われた。

### 交通
町のすぐ東を連邦道 B51号ディープホルツ - オスナブリュック線が通っている。
ヒューデの中心部を周回し、レムブルーフにまで至る「ゼー・ジヒト」（直訳: 湖の眺め）という名前のサイクリングおよび歩行者のための彫刻の径がある。